# 金森東
金森東（かなもりひがし）は、東京都町田市の町名。現行行政地名は金森東一丁目から四丁目（住居表示区域）。郵便番号は194-0015。

## 地理
町田市の南部に位置する。北では原町田、高ヶ坂、東では成瀬が丘、小川、南と西では金森と接している。

### 地価
住宅地の地価は、2014年（平成26年）1月1日の公示地価によれば、金森東4-20-11の地点で16万1000円/m2となっている。

## 歴史
金森の地番区域において住居表示実施に伴い、東側の地域が金森から分立。

### 沿革
- 2012年（平成24年）10月8日 - 金森、高ヶ坂、原町田の一部で住居表示を実施し、金森東一～四丁目を新設。

## 世帯数と人口
2018年（平成30年）1月1日現在の世帯数と人口は以下の通りである。
| 丁目         | 世帯数    | 人口    |
| ------------ | --------- | ------- |
| 金森東一丁目 | 908世帯   | 2,116人 |
| 金森東二丁目 | 568世帯   | 1,283人 |
| 金森東三丁目 | 949世帯   | 1,934人 |
| 金森東四丁目 | 878世帯   | 1,971人 |
| 計           | 3,303世帯 | 7,304人 |

## 小・中学校の学区
市立小・中学校に通う場合、学区は以下の通りとなる。
| 丁目         | 番・番地等 | 小学校               | 中学校                 |
| ------------ | ---------- | -------------------- | ---------------------- |
| 金森東一丁目 | 1～27番    | 町田市立南第三小学校 | 町田市立南中学校       |
| 金森東一丁目 | 28～29番   | 町田市立南第四小学校 | 町田市立南中学校       |
| 金森東二丁目 | 全域       | 町田市立南第四小学校 | 町田市立南中学校       |
| 金森東三丁目 | 全域       | 町田市立南第四小学校 | 町田市立南中学校       |
| 金森東四丁目 | 1～33番    | 町田市立南第四小学校 | 町田市立南中学校       |
| 金森東四丁目 | 34～57番   | 町田市立小川小学校   | 町田市立つくし野中学校 |

## 交通

### 鉄道
小田急小田原線・JR横浜線の町田駅、もしくはJR横浜線の成瀬駅が最寄り駅である。

### 路線バス
神奈川中央交通により、以下の路線が運行されている（かわせみ号は神奈中タクシーが運行）
- 「南橋」バス停留所などから町田バスセンター行き、成瀬駅行き、つくし野駅行き、すずかけ台駅行き、鶴間駅東口、南町田グランベリーパーク駅行きなどがある。
- 「金森図書館前」バス停留所などから町田市金森地区コミュニティバス（かわせみ号）で成瀬駅南口前行きがある。

### 道路・橋梁
- 東京都道141号辻原町田線（町田街道）
  - 南橋
- やなぎ通り

## 施設
文化
- 町田市立金森図書館

教育
- 小学校
  - 町田市立南第三小学校
  - 町田市立南第四小学校
- 各種学校
  - 西東京朝鮮第二初級学校（小学校に相当）

警察
- 町田警察署金森交番

郵便局
- 町田金森郵便局
- 町田金森東郵便局

商業施設
- スギ薬局町田金森東店

公園
- 松葉谷戸公園